# Sony (slon)
Sony (negdje u Indiji, 1968. – Brijuni, 2. travnja 2010.), azijski slon kojeg je Indira Gandhi darovala Titu 1970. Otad je idućih 40 godina života proveo na Brijunima. U svoje vrijeme bio je najveći azijski slon u Europi, težio je 5 tona.
Tijekom boravka na Brijunima vidjelo ga je više od 4 000 000 gostiju, a živio je s partnericom Lankom koja je i danas živa. Uginuo je iako nije pokazivao nikakve znakove bolesti, umora ili nečega drugog. Uzrok smrti otkrit će obdukcija.